# Roman Kukumberg
Roman Kukumberg (Bratislava, 8 aprile 1980) è un ex hockeista su ghiaccio slovacco.

## Carriera
La sua carriera è iniziata in patria con l'HK Ružinov nella stagione 1997/98. In Slovacchia ha anche giocato con HK Nitra (1999/2000) e Dukla Trenčín (2000-2004), prima di approdare in Russia con il Neftechimik Nižnekamsk nel 2004/05.
Dopo un'annata in Nord America con i Toronto Maple Leafs, è tornato in patria con l'HC Slovan Bratislava, con cui ha giocato nel 2008/09 e dal 2011 al 2014.
In KHL ha indossato le maglie di HC Lada Togliatti (2009/10), Ak Bars Kazan (2010/11), Traktor Chelyabinsk (2010/11) e appunto HC Slovan Bratislava. Negli ultimi anni della sua carriera, dal 2014 al 2016, ha giocato con l'HC Hradec Králové.